# CORE Response
Community Organized Relief Effort (Зусилля допомоги, організовані громадою), також відома як CORE Response, а раніше як J/P Haitian Relief Organisation (Організація допомоги Гаїті), — це некомерційна організація, заснована актором Шоном Пенном і Енн Лі у відповідь на землетрус на Гаїті 12 січня 2010 року. Організація була заснована у 2010 році та змінила назву у 2019 році, щоб отримувати контракти та пожертви для роботи в усьому світі. У березні 2020 року CORE почав проводити безплатні тести на COVID-19 у США на тлі пандемії COVID-19.

## Історія
Організацію заснував актор Шон Пенн після землетрусу на Гаїті 2010 року. J/P розшифровується як Jenkins-Penn, — це натяк на Санелу Діану Дженкінс, чий фонд підтримував початкові зусилля з надання допомоги разом з Пенном. До заснування організації Пенн ніколи не відвідував Гаїті й не розмовляв ані французькою, ні креольською мовами.
У 2011 році Пенн заявив, що все своє життя пов'язав з Гаїті, і що у вільний від роботи час він буде перебувати в цій країні.
У 2019 році J/P HRO змінила свою назву на CORE (Community Organized Relief Effort), оскільки розширила свою діяльність за межі Гаїті. До складу організації як почесна співзасновниця доєдналася Енн Лі.

## Персонал
Станом на червень 2020 року в CORE налічувалося майже 1000 співробітників, які працюють над боротьбою з COVID-19 на 45 тестових ділянках, у тому числі на 10 мобільних, по всій території США.
Після землетрусу 2010 року на Гаїті J/P HRO працевлаштувала майже 350 осіб, 95 % з яких були гаїтянами, щоб забезпечувати охорону здоров'я, освіту та розвиток громад, а також житло та економічні можливості.

## Діяльність
Після землетрусу CORE допомогла з лікуванням 500.000 пацієнтів у двох громадських клініках, надаючи безплатну невідкладну та первинну медичну допомогу за символічну суму. Клініки також проводили широкі просвітницькі кампанії щодо належної практики охорони здоров'я та гігієни.

## COVID-19
У відповідь на дефіцит тестів у США під час пандемії COVID-19, CORE створив і забезпечив роботу пунктів тестування по всій країні, співпрацюючи з місцевими органами влади та урядами штатів над відкриттям нових пунктів, а також над передачею їм наявних.
Станом на серпень 2020 року CORE забезпечив проведення понад 1,3 мільйона безплатниї тестів на COVID-19. Організація впровадила рекомендації під назвою «The Core 8» («Головна вісімка») для боротьби з вірусом, які включають «надання результатів тестів протягом 48 годин, підтримувану урядом систему відстеження контактів, продовольчі та гігієнічні набори, а також фінансову допомогу домогосподарствам з позитивними результатами тестів».
Місця проведення тестів охоплювали Лос-Анджелес, Окленд, Детройт, Чикаго, Атланту, Новий Орлеан, Нью-Йорк, Північну Кароліну, індіанську резервацію Навахо-Нейшен, Напу, Бейкерсфілд, а також «суперділянку» на стадіоні Доджер, де щодня проходили тестування до 6.000 осіб.
Тести робили за допомогою назофарингеального або перорального мазка як для пішоходів, так і через «drive-through» (опція «не виходячи з машини» для водіїв та пасажирів автотранспорту). Наразі організація також розробляє програму відстеження контактів.
CORE провів збір коштів для своєї роботи по боротьбі з COVID в Бразилії після того, як організація припинила свою діяльність в цій країні. Кошти, зібрані таким чином, зберігалися в організації, йшли на виплату зарплат співробітникам і не спрямовувалися в регіон протягом шести місяців.

## Ліквідація наслідків ураганів та інші заходи
У роки після урагану Метью CORE брав участь у ліквідації наслідків ураганів на Багамських островах, у Пуерто-Рико, Карибському басейні та США.
Після повідомлень про жорстоке поводження з мігрантами в Дель Ріо, штат Техас, CORE направив туди співробітників і допомогу для боротьби з COVID. CORE не мав необхідних дозволів та реєстрації для надання медичної допомоги, тому зосередився на роздачі гігієнічних наборів, гарячих обідів та дитячих сумішей.
У відповідь на ураган Фіона CORE зібрав понад $200.000 у вигляді пожертв. Коли гуманітарні вантажі прибули на острів, єдиний співробітник організації вже поїхав у інше відрядження, і матеріали залишилися на складі непотрібний. Проте вже за кілька днів CORE роздавала брезент, генератори та приладдя для діабетиків. У довгостроковій перспективі CORE допомагала з ремонтом покрівель і виділяла персонал, який допомагав мешканцям заповнювати заявки на отримання коштів від Федерального агентства з управління надзвичайними ситуаціями.

## Публічність та збір коштів
У кулінарному шоу No Reservations («без бронювання») на Travel Channel, яке веде Ентоні Бурден, сезон 2011 року починався з серії про Гаїті, яка вийшла в ефір 28 лютого 2011 року. Пенн і J/P HRO були помітними учасниками шоу, в тому числі під час екскурсії до одного з таборів для переселенців.
10 січня 2015 року в Беверлі-Хіллз, Каліфорнія, Пенн провів четвертий щорічний благодійний вечір Sean Penn & Friends Help Haiti Home, на якому зібрав понад 6 мільйонів доларів США для організації. На заході були присутні багато знаменитостей, зокрема колишній президент США Білл Клінтон, а також виступили Кріс Мартін з Coldplay і Red Hot Chili Peppers, які закрили захід 30-хвилинним виступом.
Доходи від завантаження та трансляції пісні Sia «Saved My Life», написаної у співавторстві з Дуа Ліпою та виконаної під час комедійного онлайн-фестивалю COVID Is No Joke, організованого Americares під час пандемії COVID-19, підуть на користь AmeriCares та CORE.